# ASPTT Mulhouse Volley-Ball 2021-2022
Questa voce raccoglie le informazioni riguardanti l'ASPTT Mulhouse Volley-Ball nelle competizioni ufficiali della stagione 2021-2022.

## Organigramma societario
Area direttiva
- Presidente: Daniel Braun
- Team manager: Magali Magail

Area tecnica
- Allenatore: François Salvagni
- Allenatore in seconda: Andrea Carasi, Charles Gauthier, Christophe Magail

Area sanitaria
- Preparatore atletico: Gino Kokuvi

## Rosa
| N° | Nome                  | Ruolo | Data di nascita   | Nazionalità sportiva |
| -- | --------------------- | ----- | ----------------- | -------------------- |
| 1  | Guewe Diouf           | S     | 15 giugno 2002    | Francia              |
| 2  | Myriam Mebarek        | P     | 27 maggio 2002    | Francia              |
| 3  | Megan Viggars         | P     | 31 gennaio 1994   | Regno Unito          |
| 4  | Ivana Vanjak          | S     | 30 maggio 1995    | Germania             |
| 5  | Silke Van Avermaet    | C     | 2 giugno 1999     | Belgio               |
| 6  | Manon Jaegy           | L     | 25 ottobre 2001   | Francia              |
| 7  | Georgia Lamprousi     | C     | 27 gennaio 1993   | Grecia               |
| 8  | Kimberly Drewniok     | O     | 11 agosto 1997    | Germania             |
| 9  | Léa Soldner           | L     | 10 febbraio 1996  | Francia              |
| 10 | Pia Kästner           | P     | 29 giugno 1998    | Germania             |
| 11 | Jelena Novaković      | O     | 2 agosto 1996     | Serbia               |
| 12 | Anna Haak             | S     | 19 settembre 1996 | Svezia               |
| 13 | Milica Kostović       | S     | 1º dicembre 2001  | Serbia               |
| 15 | Marieta Katsarou      | C     | 22 aprile 2003    | Francia              |
| 16 | Léandra Olinga-Andela | C     | 12 agosto 1997    | Francia              |
| 17 | Yossiana Pressley     | S     | 15 aprile 1999    | Stati Uniti          |
| 17 | Typhaine Henry        | C     | 23 luglio 2002    | Francia              |
| 19 | Emeline Kalt          | P     | 14 febbraio 2003  | Francia              |
| 20 | Amanda Coneo          | S     | 20 dicembre 1996  | Colombia             |